# Aphantaulax stationis
Aphantaulax stationis är en spindelart som beskrevs av Tucker 1923. Aphantaulax stationis ingår i släktet Aphantaulax och familjen plattbuksspindlar. Inga underarter finns listade i Catalogue of Life.